# Marius van Dokkum Museum
Marius van Dokkum Museum is een kunstmuseum in de Nederlandse stad Harderwijk. Het museum valt onder het eigendom van Stadsmuseum Harderwijk en bevindt zich in een voormalige snijkamer van de voormalige Universiteit van Harderwijk (Gelderse Universiteit). Het museum is volledig gericht op het werk van kunstschilder Marius van Dokkum.
Het idee voor het museum ontstond nadat het Stadsmuseum Harderwijk in 2015 een tijdelijke tentoonstelling had georganiseerd omtrent de werken van Marius van Dokkum. Dit was zo'n groot succes dat het museum besloot een vaste tentoonstelling te openen in een nieuw museum. Uiteindelijk werd op vrijdag 25 mei 2018 het museum geopend door André van Duin, samen met Marius van Dokkum. Een dag later, op zaterdag 26 mei, was het museum voor het eerst open voor bezoekers. Vanaf dat moment bevat de collectie van het museum 55 schilderijen. Bezoekers kunnen de schilder soms ook aan het werk zien in het museum.
In 2019 trok het museum 45.000 bezoekers. In maart 2020 sloot het museum tijdelijk de deuren in verband met de uitbraak van het coronavirus.